# Triphora trianthophoros
Triphora trianthophoros là một loài thực vật có hoa trong họ Lan. Loài này được (Sw.) Rydb. miêu tả khoa học đầu tiên năm 1901.